# Eudontomyzon stankokaramani
Eudontomyzon stankokaramani är en ryggsträngsdjursart som beskrevs av Stanko Karaman 1974. Eudontomyzon stankokaramani ingår i släktet Eudontomyzon och familjen nejonögon. IUCN kategoriserar arten globalt som livskraftig. Inga underarter finns listade i Catalogue of Life.